# Triumph.Genocide.Antichrist
Triumph.Genocide.Antichrist — дебютный студийный альбом канадской вар-метал-группы Revenge, выпущенный 6 января 2003 года на лейбле Osmose Productions. В 2004 году был переиздан на виниле лейблом Nuclear War Now! Productions.

## Отзывы критиков
Альбом получил неоднозначные отзывы от музыкальных критиков. Маттиас Нолл из Chronicles of Chaos оценил релиз положительно и назвал Triumph.Genocide.Antichrist «самой свирепой, яростной и безумной пластинкой, которую я когда-либо слышал». По его словам, «это — апокалипсис, запечатленный на CD». Рецензент портала metal.de напротив, оценил альбом крайне негативно и написал, что «слушать эти полчаса несогласованного шума было достаточно суровым наказанием. […] Если что-то и можно сказать о „музыке“ Revenge, то это „экстремальная“: экстремально быстрая, экстремально злая, экстремально хаотичная, экстремально шумная, экстремально монотонная, экстремально скучная, экстремально дерьмовая». Андреас Штапперт в рецензии для журнала Rock Hard также поставил альбому отрицательную оценку — 2/10. Он описал альбом так: «одна за другой отстукиваются ничего не значащие, хаотично структурированные песни без какой-либо узнаваемости».

## Список композиций
| №                   | Название                | Длительность |
| ------------------- | ----------------------- | ------------ |
| 1.                  | «Decimation Antichrist» | 3:38         |
| 2.                  | «Blood of My Blood»     | 4:14         |
| 3.                  | «Heathen Hammer»        | 3:27         |
| 4.                  | «Blood Division»        | 4:45         |
| 5.                  | «Annihilate or Serve»   | 4:07         |
| 6.                  | «Attack the Enslaver»   | 5:19         |
| 7.                  | «Altar of Triumph»      | 2:55         |
| 8.                  | «Genocide Conquest»     | 4:41         |
| Общая длительность: | Общая длительность:     | 33:06        |

## Участники записи
- J. Read — ударные, вокал
- Vermin — гитара
- P. Helmkamp — бас-гитара, вокал